# Bastheim
Bastheim település Németországban, azon belül Bajorországban. Lakosainak száma 2039 fő (2023. december 31.). Bastheim Wollbach és Unsleben községekkel határos.

## Népesség
A település népessége az elmúlt években az alábbi módon változott:
| Lakosok száma | 460  | 849  | 1958 | 2175 | 2126 | 2075 | 2050 | 2094 | 2075 | 2039 |
|               | 1875 | 1950 | 1975 | 1987 | 2012 | 2014 | 2016 | 2017 | 2021 | 2023 |